# 対潜哨戒機
対潜哨戒機（たいせんしょうかいき、英語: Maritime patrol aircraft, MPA）は、対潜戦を重視して設計・装備された航空機。日米の軍用機の命名規則では哨戒を意味する英単語（patrol）の頭文字からPが使われるが、イギリスではMR、NATOコードでは独立した分類を持たず雑多な機種としてMが使われる。

## 分類

### 大型哨戒機 (VP)
任務の性格上、哨戒機は戦闘機のような運動性能は要求されないため、特に陸上大型哨戒機は、当初は爆撃機、後には旅客機からの改造で賄うのが主流である。例えばアメリカ陸軍航空軍のための爆撃機として開発されたリベレーターは対潜戦にも投入され、大戦中最良の哨戒機と評された。アメリカ海軍では、このように爆撃機を兼任する機体は哨戒爆撃機（Patrol bomber）と類別し、PBの機種記号を付していた。
一方、哨戒機は高速で長距離を進出したのち、長時間にわたって低速で安定した飛行をする能力が求められており、これらを追求すると、他の目的で設計された機体の改造では不十分である。このため、アメリカ合衆国のネプチューンやフランスのアトランティック、日本のP-1のように専用設計の機体もある。
アメリカ海軍では、このような大型哨戒機の飛行隊にVP（Patrol Squadron）の記号を付しており、これは海上自衛隊でも踏襲された。

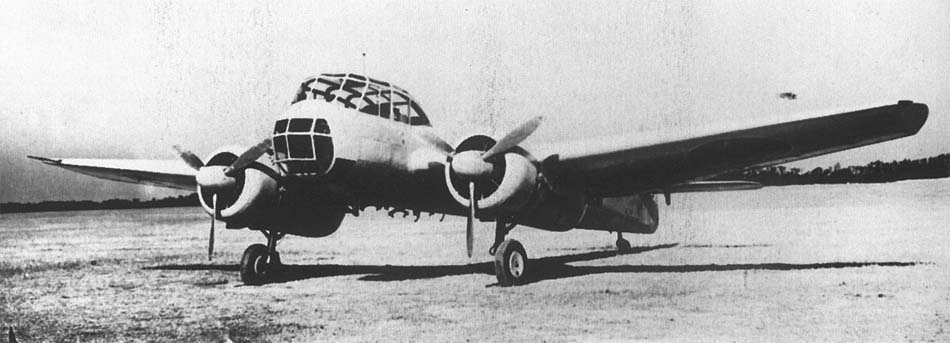
日本海軍の哨戒機「東海」
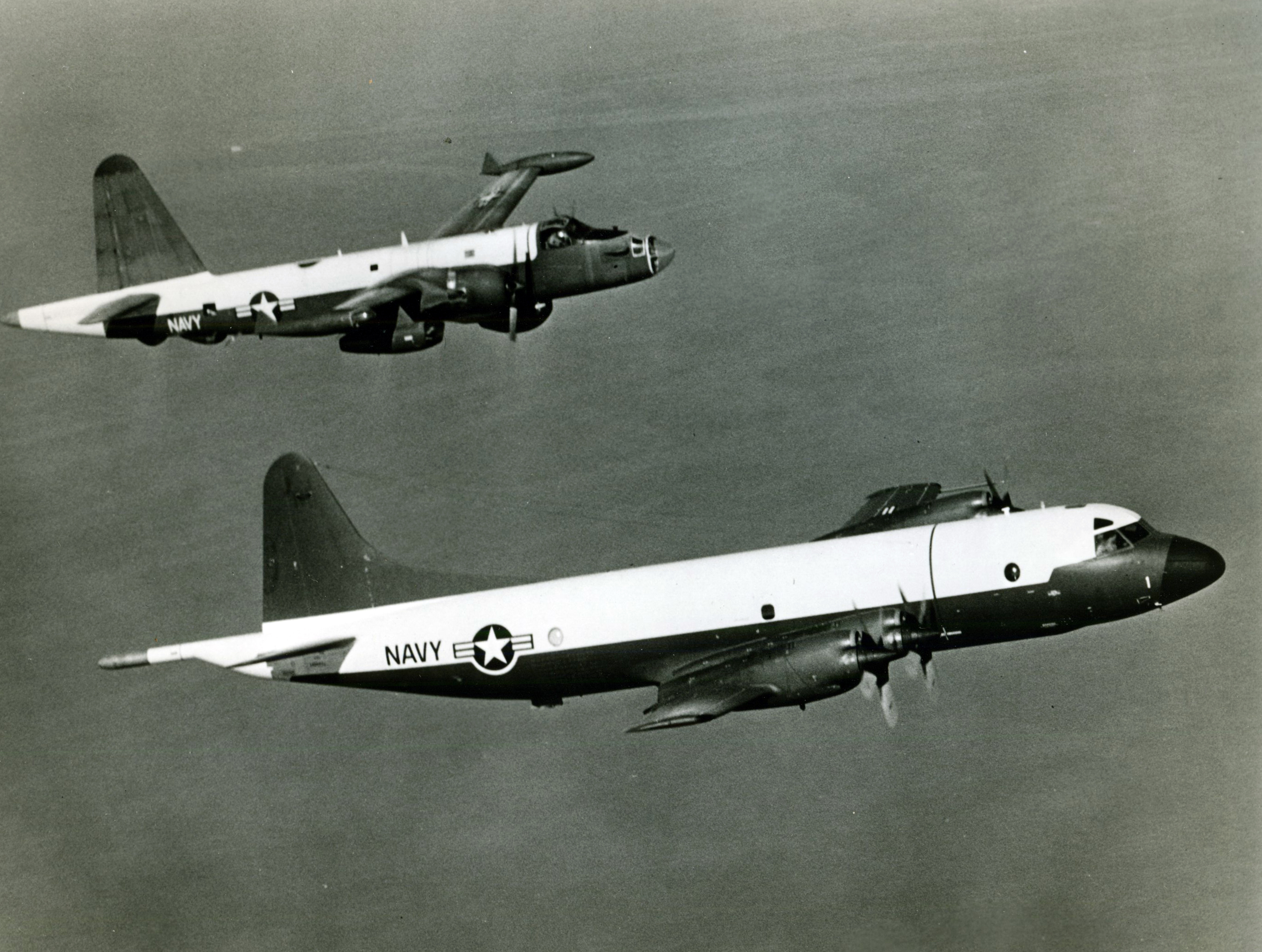
ネプチューン（P-2H）とオライオン（P-3A）
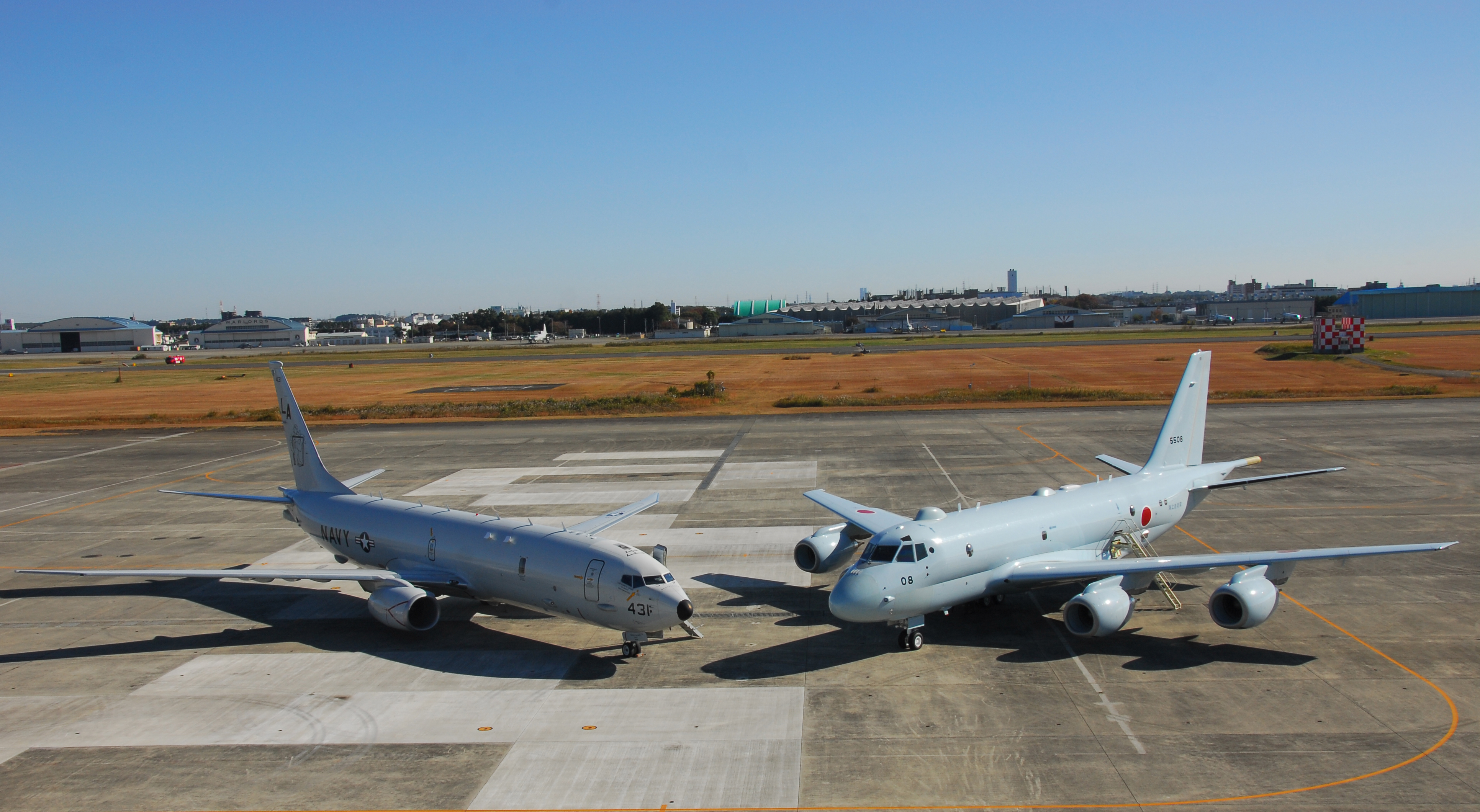
ポセイドン（P-8A）とP-1

### 艦上哨戒機 (VS)
当初、陸上機では爆撃機が対潜戦に投入されたのと同様、艦上機では、アメリカ海軍においては雷撃機や艦上爆撃機、大日本帝国海軍においては艦上攻撃機が用いられた。
アメリカ海軍では滑走レーンが短い護衛空母（CVE）での運用を想定していたこともあって重量・容積の制約が厳しく、1機ですべてを賄うのではなく、捜索機（ハンター）と攻撃機（キラー）でチームを組んで運用していた。その後、1954年に艦上展開を開始したトラッカーでは両者を兼任できるようになったかわりに、機体が大型化・大重量化したために護衛空母・軽空母での運用は困難になり、正規空母（CV・CVA）から類別変更した対潜空母（CVS）で運用された。同機は海上自衛隊でも導入されたが、航空母艦をもたない海自においては陸上機として運用されており、VPが外洋を担当するのに対し、こちらは近海を担当するように分担していた。
アメリカ海軍では、このような艦上哨戒機の飛行隊にVS（Anti-Submarine Squadron）の記号を付しており、海上自衛隊ではこれも踏襲した。ただし哨戒ヘリコプターの運用が拡大されるのに伴って、アメリカ海軍では対潜戦の担当を解除され、水上捜索および空中給油機として用いられるようになった。また海上自衛隊では後継機が導入されず、解隊された。

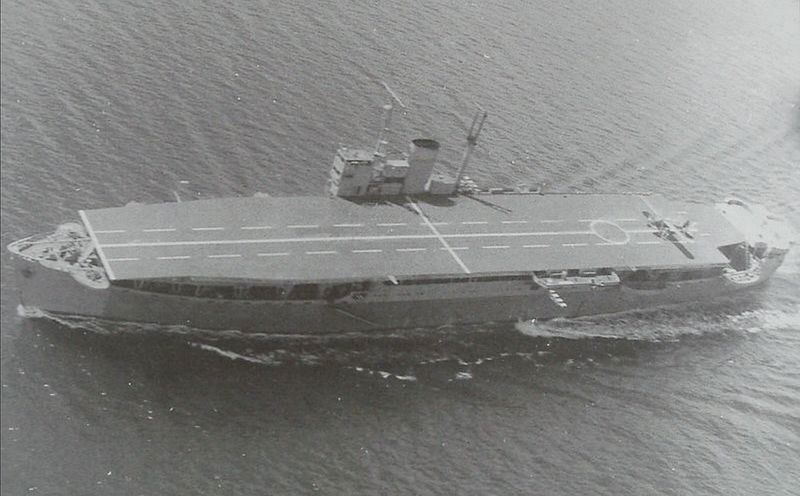
陸軍特殊船「あきつ丸」艦上の三式指揮連絡機
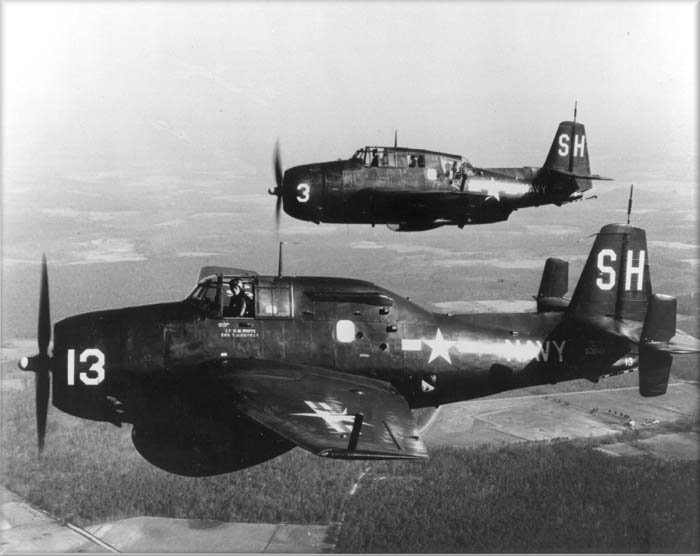
チームを組んだアヴェンジャー（TBM-3S2およびTBM-3W2）
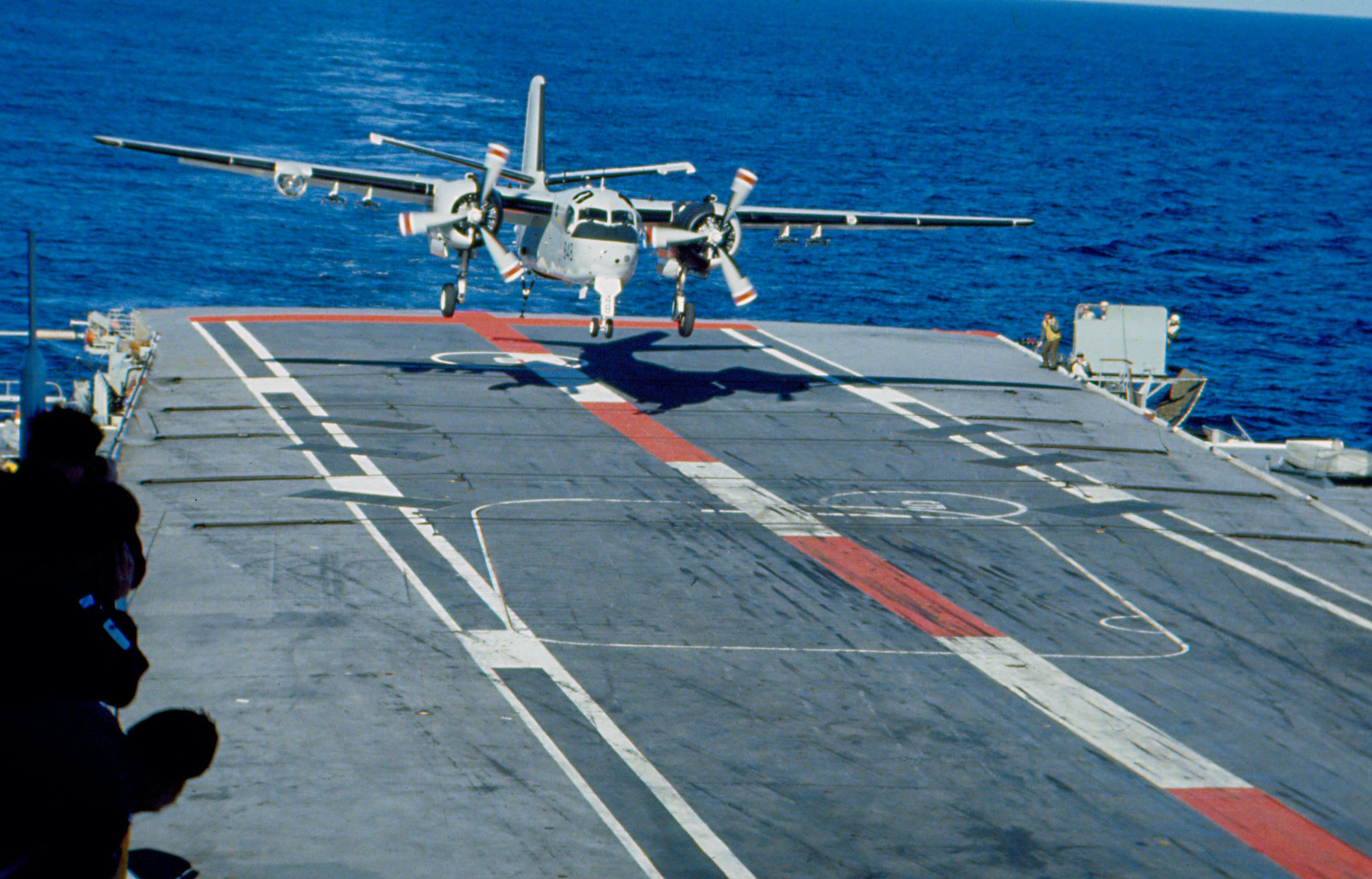
着艦するトラッカー（S-2G）

### 哨戒飛行艇 (PS)
長時間にわたって洋上を飛行するという任務の性格上、特に初期には飛行艇も投入されており、アメリカのカタリナや日本の二式飛行艇が用いられた。しかし洋上で使用するため、海水による塩害などにより、耐用命数及び経済性などの点で、陸上機よりも劣る難点もあった。
その後、ソノブイの技術・戦術が未発達であった時点では、ヘリコプターよりも高速で長距離進出できる飛行艇によって吊下式ソナーを展開することに期待されたこともあった。しかしソノブイの技術・戦術が発達するとともに、飛行艇による浅海面でのソナー捜索の優位性は失われていった。
1960年代中盤までに、西側諸国での哨戒飛行艇の運用はほぼ終了しており、上記のような吊下式ソナーの運用を想定した日本のPS-1も1989年までに運用を終了した。また東側諸国では飛行艇の開発が継続されており、ソ連では1965年よりBe-12を配備したが、こちらも陸上機によって代替されていった。一方、中国は水轟五型（SH-5）を開発し、1984年より配備を開始したが、これは2014年現在、飛行艇が対潜哨戒機として新規に配備された最後の例となっている。

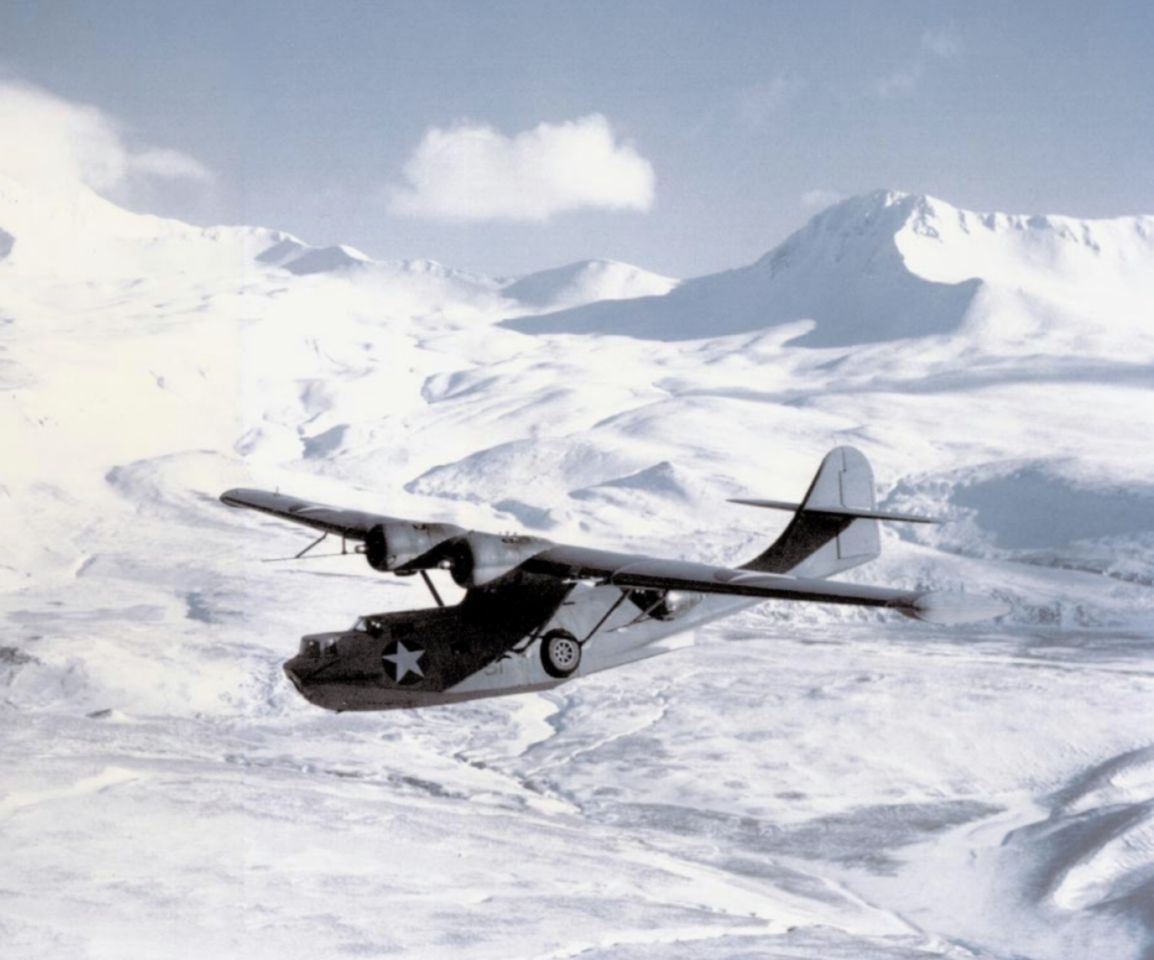
カタリナ（PBY-5A）
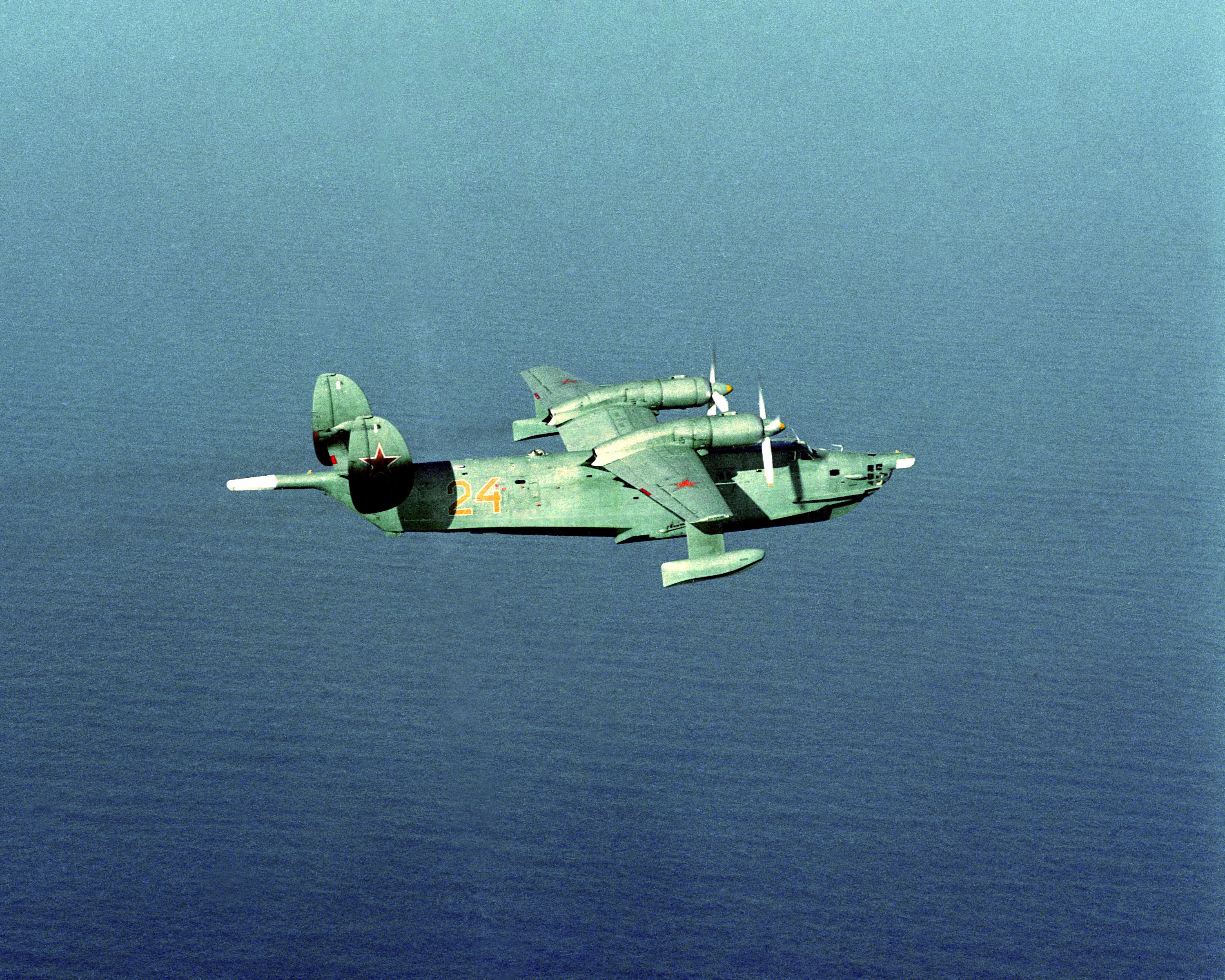
Be-12

### 哨戒ヘリコプター (HS)
回転翼機は、速力や航続距離、搭載量のいずれでも固定翼機に劣るが、発着に要するスペースが格段に小さくて済むことから、特に艦載機として有用であった。大戦中、大日本帝国陸軍は「あきつ丸」でカ号観測機の運用を試みたほか、ドイツ海軍もフレットナー Fl 282を船団護衛に投入した。
戦後のアメリカ海軍では、哨戒ヘリコプターはまず対潜空母などに搭載されて運用されていた。一方、イギリス海軍やカナダ海軍では水上戦闘艦に搭載しての運用を志向しており、後にアメリカ海軍もLAMPSとして水上戦闘艦へ搭載した。また海上自衛隊などでは、海峡や水道、港湾外域などの要所を哨戒するための陸上機としても運用された。
アメリカ海軍では、このような哨戒ヘリコプターの飛行隊にHS（ASW Helicoptor Squadron）の記号を付しており、これは海上自衛隊でも踏襲された。また、特に海上自衛隊の艦載ヘリコプターは護衛艦の戦闘システムの一つとして運用されていることから、艦内では「ヘリコプターシステム」（Helicopter System）の略として扱われる。

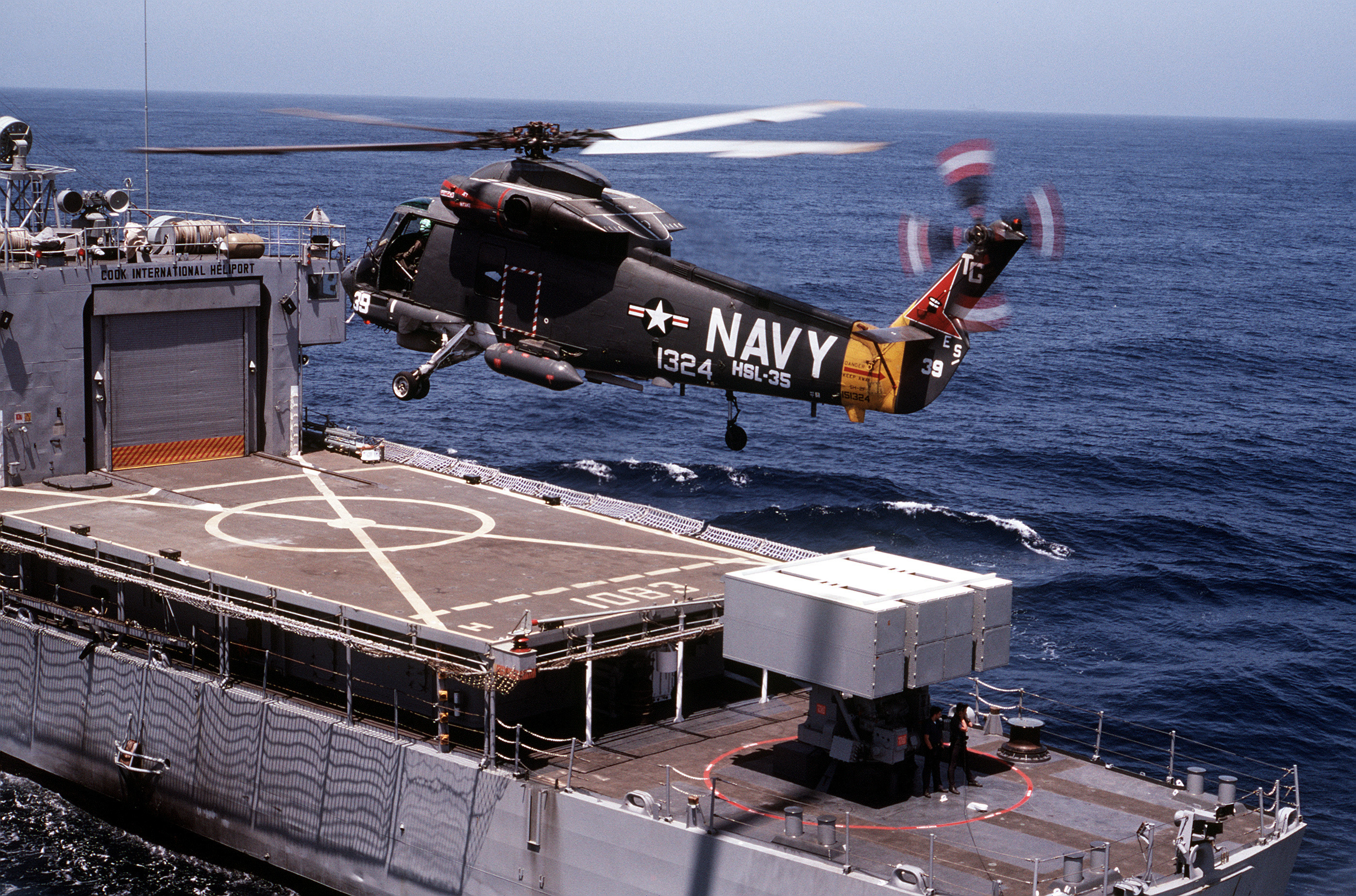
着艦するシースプライト（SH-2F）
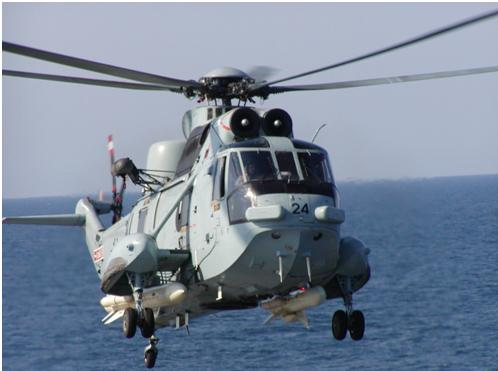
空対艦ミサイル2発を搭載したシーキング
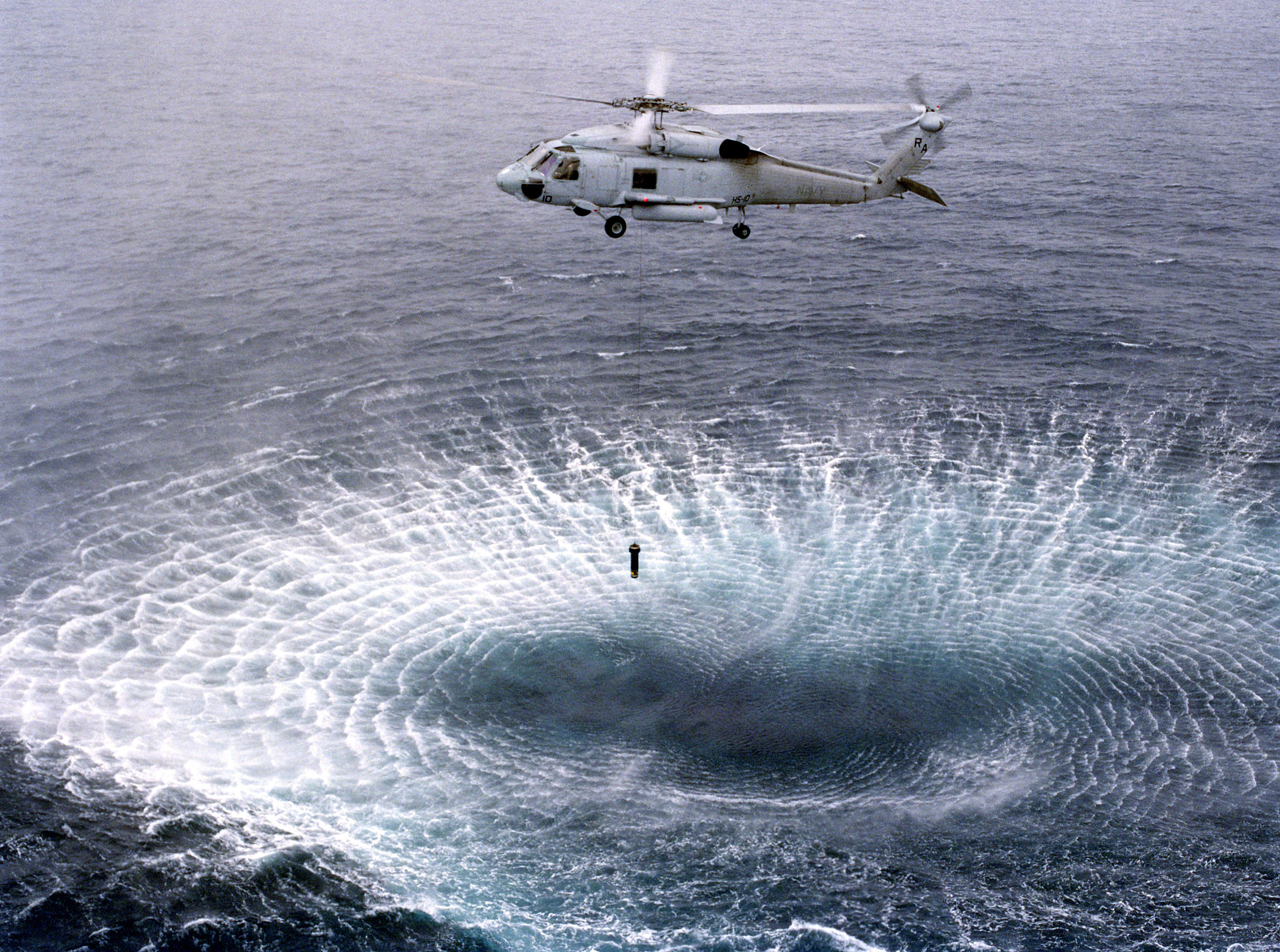
ソナーを吊り下げるオーシャンホーク

### 飛行船

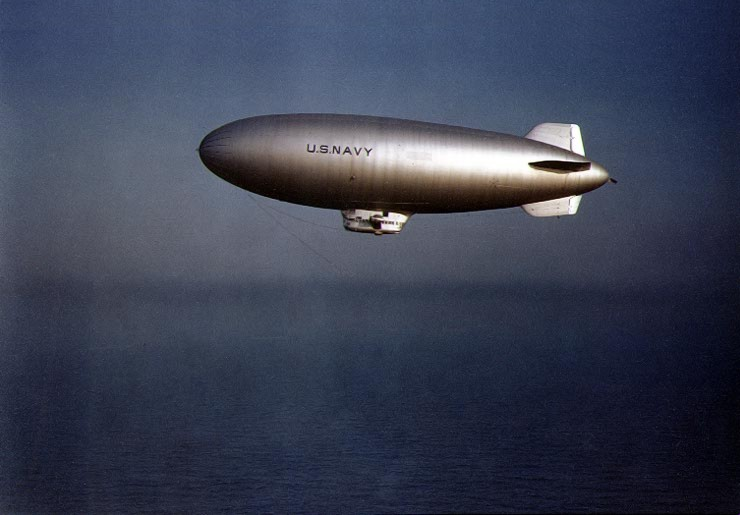
K級軟式飛行船（1940年代）

飛行船は滞空時間が非常に長く空中静止もできるため、哨戒任務に向いているとされ、第一次世界大戦では、既に一部で対潜戦に投入されていた。
第二次世界大戦でも、アメリカ海軍は1941年よりK級軟式飛行船の運用を開始した。しかし通常の航空機と異なる製造設備や材料が必要であることもあって、大規模に生産・就役するには至らず、1962年までに運用を終了した。

## 装備

### センサ
対潜戦では、もっとも古典的な肉眼から、電波を用いたレーダーや電波探知装置（ESM）、磁性を用いた磁気探知機（MAD）、音波を用いたソノブイや吊下式ソナーなど、多岐にわたるセンサが用いられる。最初期は目視哨戒でも十分だったが、シュノーケルが普及すると電波関係機器が主たる捜索手段となり、また潜水艦の水中行動能力が増大すると水中音響機器に対する依存度が高くなっていった。
単一のセンサのみで十分な情報が得られることは稀で、探知情報が間違いである可能性（虚探知）や、探知信号の信頼性は高くとも十分に位置を絞り込めないことも多い。このことから、古典的には他のセンサで確認しなおすことが多いが、探知信号の特性を入念に分析して位置を局限、針路・速力を把握するという手順を踏む場合もある。
特にソノブイによるジェジベル戦術が実用化されてからは、海洋音響環境も加味しての音響信号処理が必要であるため、機上に高性能なコンピュータが搭載されるようになった。またオライオン以降では、他部隊やSOSUS、音響測定艦などからの情報とも総合するため、地上とも連携した情報システムが構築されるようになっている。

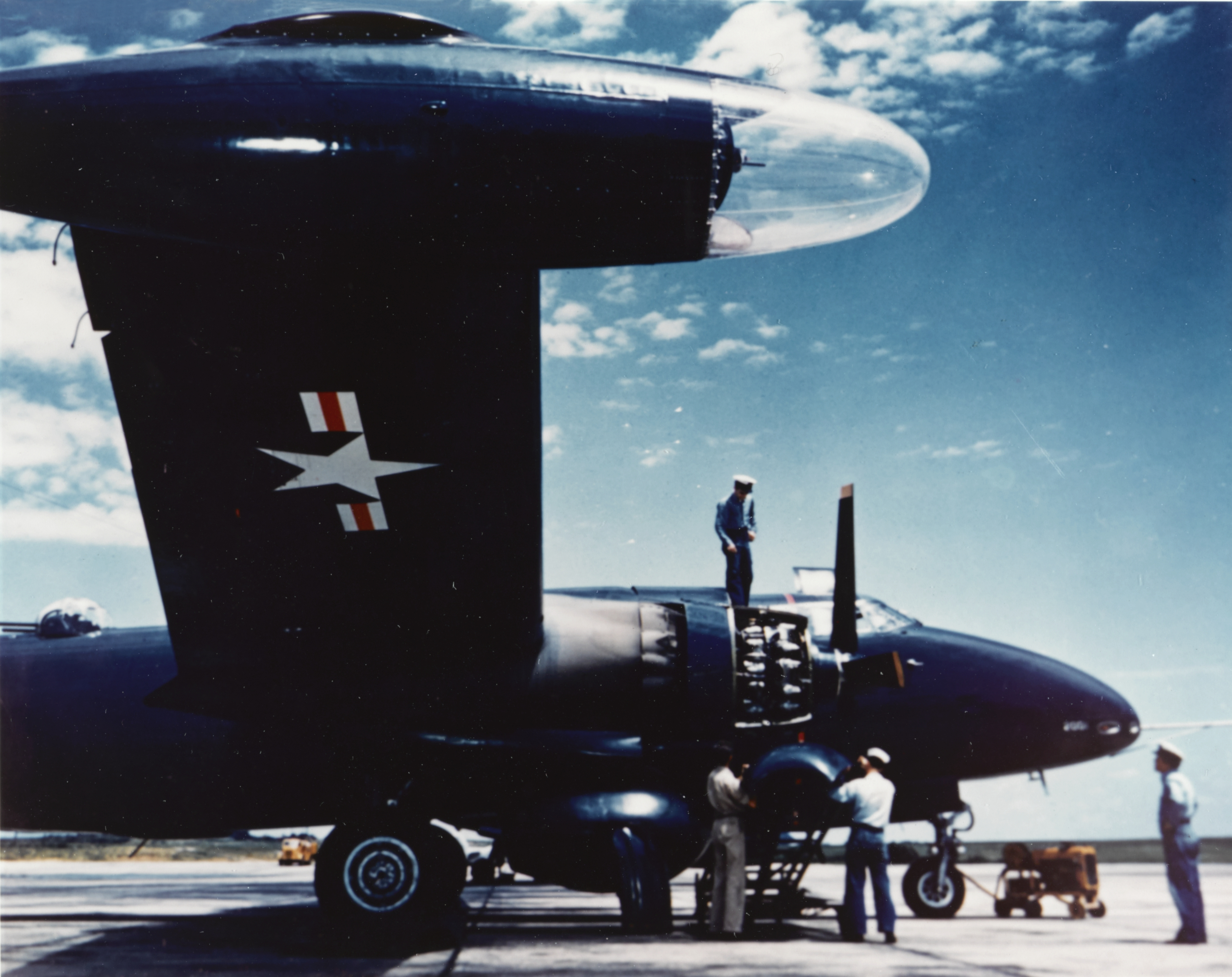
目視哨戒のための大光量サーチライト
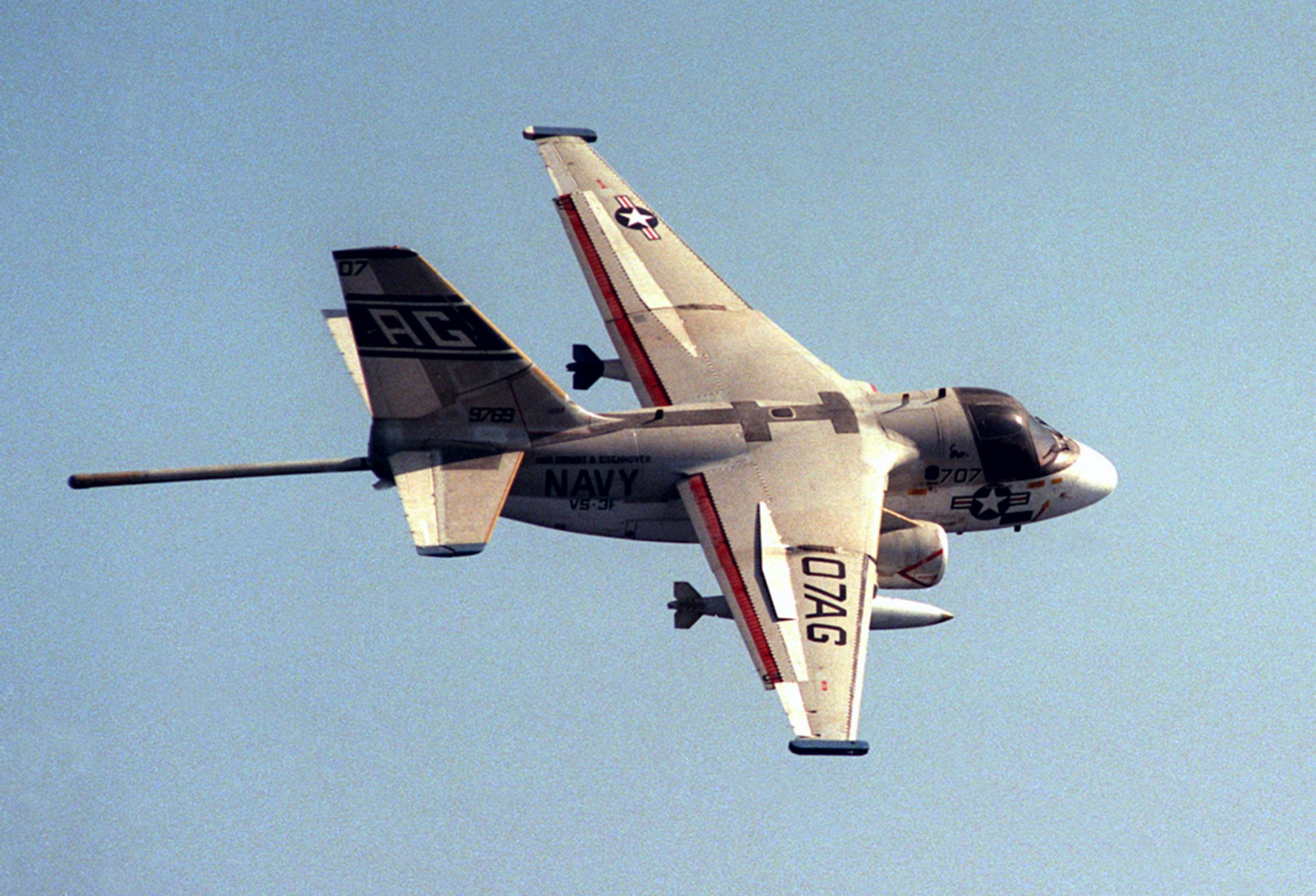
MADブームを展開するバイキング
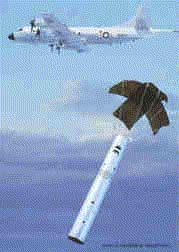
パラシュートを展開して降下するソノブイ

### 兵装
対潜兵器としては、敵潜水艦が潜航していれば航空爆雷（対潜爆弾）や誘導式の短魚雷が用いられる。一方、浮上していればロケット弾や機関砲を使用していたが、通常の対艦兵器と異なり、船殻を貫通して潜航能力を奪えば足りることから、ロケット弾には弾頭を搭載せず、運動エネルギー弾としてのみ用いていた。戦後の機体の多くでは機銃は撤去されており、また浮上潜水艦とともに水上艦をも対象とする空対艦ミサイルの装備化もあり、ロケット弾も用いられなくなっていった。
また対潜兵器のほかにも、機雷の敷設を担当することもある。この場合、搭載量の関係から、機雷敷設艦のように大規模な機雷原を敷設することは難しいため、緊急を要する小規模・限定的な敷設にあたることになる。
対空兵器は持たないことが多いが、自衛用として銃座を設置したり、空対空ミサイルを搭載した例もある。

## 機種一覧

### 大型哨戒機 (VP)
アメリカ合衆国
- PV-1 ベンチュラ
- PV-2 ハープーン
- P4Y / PB4Y プライバティア
- P2V / P-2 ネプチューン
- P3V / P-3 オライオン
- P-8 ポセイドン
- MQ-4C トライトン（無人機）
- セスナ337 / O-2（洋上監視機）
- CL-605 MSA

 イギリス
- ビッカース ウェリントン（洋上監視機）
- アブロ アンソン（洋上監視機）
- ハドソン（洋上監視機）
- アブロ シャクルトン
- BAE ニムロッド
- ブリテン・ノーマン アイランダー（洋上監視機）

 イタリア
- ATR 72 ASW（洋上監視機）
- ATR 42MP Surveyor（洋上監視機）
- P2006T MRI（洋上監視機）

 イスラエル
- IAI シースキャン（洋上監視機）
- IAI ヘロン 海洋監視型（無人機）

 オランダ
- フォッカー F27 200-MAR（洋上監視機）

 ソビエト連邦 /  ロシア
- Il-38
- Tu-142

 中華人民共和国
- Y-8X（洋上監視機）
- KQ-200 (Y-8Q/Y-8FQ)
- Y-9Q

 ドイツ国
- Fw200 コンドル（洋上監視機）

 大日本帝国 /  日本
- 九六式陸上攻撃機（洋上監視機）
- 陸上哨戒機 東海
- 一式双発高等練習機（洋上監視機）
- 九九式襲撃機/軍偵察機
- 三式指揮連絡機（洋上監視機）
- P-2J おおわし
- P-1

 フランス
- アトランティック1/アトランティック2

 スペイン/ インドネシア
- CN235 MPA

### 艦上哨戒機 (VS)
イギリス
- フェアリー ソードフィッシュ
- フェアリー ガネット

 フランス
- アリゼ

 アメリカ合衆国
- AFガーディアン
- S-2 トラッカー
- S-3 ヴァイキング

### 哨戒飛行艇 (PS)
アメリカ合衆国
- PBY カタリナ
- PB2Y コロネド
- PBM マリナー
- JRM マーズ
- P5M / P-5 マーリン
- XPBB シーレンジャー

 イギリス
- サンダーランド

 ソビエト連邦 /  ロシア
- ベリエフ Be-6
- ベリエフ Be-12

 中国
- 哈爾浜 水轟五型（SH-5）

 大日本帝国 /  日本
- 川西航空機 二式飛行艇
- 新明和工業 PS-1

### 哨戒ヘリコプター (HS)
アメリカ合衆国
- SH-34（旧称HSS-1）シーバット
- SH-2 シースプライト
- SH-3（旧称HSS-2）シーキング
- SH-60 シーホーク

 イギリス
- ワスプ
- シーキング（シコルスキー/ウエストランド）
- リンクス
- AW101
- AW159

 イタリア
- アグスタ-ベル 204AS
- アグスタ-ベル 212ASW

 イタリア /  オランダ /  ドイツ /  フランス
- NFH90

 スウェーデン
- Hkp.4 (KV-107)
- Hkp.10（AS.332M1）

 ソビエト連邦 /  ロシア
- Mi-14PL/PLM
- Ka-25PL
- Ka-27PL/Ka-28

 中華人民共和国
- 哈爾浜 Z-9C/D
- 昌河 Z-18F

 日本
- HSS-1（シコルスキー/三菱重工業）
- HSS-2/2A/2B（シコルスキー/三菱重工業）
- SH-60J（シコルスキー/三菱重工業）
- SH-60K（三菱重工業/シコルスキー）
- SH-60L（三菱重工業/シコルスキー）

 中華民国（台湾）
- 500MD/ASWディフェンダー
- S-70C

 フランス
- SA-316 アルエット
- シュペル・フルロン
- シュペル・ピューマ
- AS-565S パンサー